# 日本工學院專門學校
日本工學院專門學校（日语：／ Nihon Kōgakuin Senmongakkō */?），位於日本東京都大田區，是一所綜合型的私立專門學校。該校有六個學院，主要提供大眾傳播、表演藝術、美術、音樂、資訊科技等領域的課程，其中以人才輩出的聲優養成教育最為知名。

## 沿革
- 1947年 - 創美學園設立於東京都大田區。
- 1953年 - 設立日本電視技術學校。
- 1956年 - 改名日本電視技術專門學校，被認可為學校法人。
- 1964年 - 更名為日本電子工學院。
- 1976年 - 更名為日本工學院專門學校。
- 1982年 - 日本工學院北海道專門學校開學。
- 1986年 - 東京工科大學設立。
- 1987年 - 日本工學院八王子專門學校開學。
- 2003年 - 東京工科大學片柳研究所（日语：東京工科大学片柳研究所）成立。
- 2007年 - 醫療專用校舍落成。
- 2010年 - 蒲田新校舍完工。

## 教學單位

### 創造性學院
- 放送藝術科
- 聲優・演劇科
- 演劇Staff科
- 漫畫・動畫科
- 電玩遊戲製作科
- CG電腦繪圖科

### 設計學院
- 平面設計科
- Web設計科
- 室內設計科
- 商品設計科

### 音樂學院
- 舞台・活動科
- 音樂藝術科
- 音響藝術科
- 舞蹈表演科

### IT學院
- IT特殊研究科
- 資訊處裡科
- 電腦・網路科
- 商業資訊科

### 科技學院
- 電子・電氣科
- 環境・生物科
- 建築學科
- 建築設計科
- 機械設計科

### 醫療保育學院
- 醫療事務科（醫療事務課程、診療情報管理士（日语：診療情報管理士）課程）
- 臨床工學專攻科

## 交通資訊

### 鐵路
搭乘JR東日本京濱東北線、東急多摩川線及東急池上線，於蒲田車站下車，步行約二分鐘。

## 流行文化
這座學校的三號館被做為朝日電視台電視劇《Doctor-X》中虛構「帝京大學醫院」之建築外觀。

## 外部連結
- 官方网站（页面存档备份，存于）
- 繁體中文版官方網站 （页面存档备份，存于）